# Élections sénatoriales de 2014 en Charente
Les élections sénatoriales de 2014 dans la Charente ont lieu le dimanche 28 septembre 2014. Elles ont pour but d'élire les deux sénateurs représentant le département au Sénat pour un mandat de six années.

## Contexte départemental
Lors des élections sénatoriales du 21 septembre 2008 en Charente, deux sénateurs ont été élus au scrutin majoritaire : Nicole Bonnefoy et Michel Boutant, tous deux candidats du PS. Ils s'étaient imposés en bénéficiant du maintien au second tour d'un candidat divers droite. Ils sont l'un et l'autre à nouveau candidats en 2014. 
Depuis 2008, le collège électoral, constitué des grands électeurs que sont les sénateurs sortants, les députés, les conseillers régionaux, les conseillers généraux et les délégués des conseils municipaux, a été largement renouvelé par des élections législatives de 2012 à l'issue desquelles le PS conserve toutes les circonscriptions du département, les élections régionales de 2010 qui ont conforté la majorité de gauche au conseil régional de Poitou-Charentes, les élections cantonales de 2011 qui n'ont pas bouleversé les équilibres au sein de l'assemblée départementale, et surtout les élections municipales de 2014 qui ont vu un net recul de la gauche qui perd notamment Angoulême, Barbezieux-Saint-Hilaire, Chasseneuil-sur-Bonnieure, Jarnac, pertes que ne compense pas le gain de Châteauneuf-sur-Charente.

## Rappel des résultats de 2008
| Candidat et parti politique | Candidat et parti politique | Candidat et parti politique | Premier tour | Premier tour | Second tour | Second tour |
| Candidat et parti politique | Candidat et parti politique | Candidat et parti politique | Voix         | %            | Voix        | %           |
| --------------------------- | --------------------------- | --------------------------- | ------------ | ------------ | ----------- | ----------- |
|                             | Michel Boutant              | PS                          | 471          | 43,69        | 596         | 55,70       |
|                             | Henri de Richemont          | UMP                         | 439          | 40,72        | 497         | 46,45       |
|                             | Nicole Bonnefoy             | PS                          | 407          | 37,76        | 543         | 50,75       |
|                             | Philippe Arnaud             | MoDem                       | 284          | 26,35        | 357         | 33,36       |
|                             | Jean-Michel Bolvin          | UMP                         | 209          | 19,39        | Retrait     | Retrait     |
|                             | Rémy Merle                  | PCF                         | 57           | 5,29         | Retrait     | Retrait     |
|                             | Jean Révereault             | DVG                         | 53           | 4,92         | Retrait     | Retrait     |
|                             | Annette Feuillade Masson    | PCF                         | 48           | 4,45         | Retrait     | Retrait     |
|                             | Patrick Fontanaud           | Verts                       | 39           | 3,62         | Retrait     | Retrait     |
|                             | Françoise Garandeau         | Verts                       | 21           | 1,95         | Retrait     | Retrait     |
|                             | Michel Fougère              | DVD                         | 17           | 1,58         | 19          | 1,78        |
|                             | Marie-Christine Cardoso     | FN                          | 1            | 0,09         | Retrait     | Retrait     |
|                             |                             |                             |              |              |             |             |
| Inscrits                    | Inscrits                    | Inscrits                    | 1 992        | 100,00       | 1 992       | 100,00      |
| Abstentions                 | Abstentions                 | Abstentions                 | 43           | 2,16         | 51          | 2,56        |
| Votants                     | Votants                     | Votants                     | 1 949        | 97,84        | 1 941       | 97,44       |
| Blancs et nuls              | Blancs et nuls              | Blancs et nuls              | 40           | 2,05         | 43          | 2,22        |
| Exprimés                    | Exprimés                    | Exprimés                    | 1 909        | 97,95        | 1 898       | 97,78       |

## Sénateurs sortants
| Sénateur | Sénateur        | Parti | Fonctions lors de l'élection en 2008        |
| -------- | --------------- | ----- | ------------------------------------------- |
|          | Nicole Bonnefoy | PS    | Conseillère régionale, conseillère générale |
|          | Michel Boutant  | PS    | Président du conseil général                |

## Collège électoral
En application des règles applicables pour les élections sénatoriales françaises, le collège électoral appelé à élire les sénateurs de la Charente en 2014 se compose de la manière suivante :
| Délégués des communes |                        |                       |                       |          |                     |
| | Conseillers municipaux | Délégués / commune    | Communes concernées   | Délégués | % collège électoral |
| Délégués des communes de moins de 9 000 habitants                                                                                    |                        |                       |                       |          |                     |
| - communes de < 100 habitants | 7                      | 1                     | 14                    | 14       | 1,27%               |
| - communes de < 500 habitants | 11                     | 1                     | 229                   | 229      | 20,76%              |
| - communes de < 1 500 habitants | 15                     | 3                     | 116                   | 348      | 31,55%              |
| - communes de < 2 500 habitants | 19                     | 5                     | 17                    | 85       | 7,71%               |
| - communes de < 3 500 habitants | 23                     | 7                     | 9                     | 63       | 5,71%               |
| - communes de < 5 000 habitants | 27                     | 15                    | 4                     | 60       | 5,44%               |
| - communes de < 9 000 habitants | 29                     | 15                    | 6                     | 90       | 8,16%               |
| Délégués des communes de 9 000 à 29 999 habitants                                                                                    |                        |                       |                       |          |                     |
| - communes de < 10 000 habitants | 29                     | 29                    | 1                     | 29       | 2,63%               |
| - communes de < 20 000 habitants | 33                     | 33                    | 1                     | 33       | 2,99%               |
| - communes de < 30 000 habitants | 35                     | 35                    | 0                     | 0        | 0,00%               |
| Délégués des communes de 30 000 habitants et plus                                                                                    |                        |                       |                       |          |                     |
| - Angoulême (41 776 hab.) | 43                     | 57                    | 1                     | 57       | 5,17%               |
| Délégués des communes bénéficiant des dispositions particulières pour les communes fusionnées                                        |                        |                       |                       |          |                     |
| Barbezieux-Saint-Hilaire, Cherves-Richemont, Louzac-Saint-André, Nanteuil-en-Vallée, Paizay-Naudouin-Embourie, Roullet-Saint-Estèphe |                        |                       | 6                     | 44       | 3,99%               |
| Délégués des communes | Délégués des communes  | Délégués des communes | Délégués des communes | 1 052    | 95,38%              |
| Conseillers généraux | Conseillers généraux   | Conseillers généraux  | Conseillers généraux  | 35       | 3,17%               |
| Conseillers régionaux | Conseillers régionaux  | Conseillers régionaux | Conseillers régionaux | 11       | 1,00%               |
| Députés | Députés                | Députés               | Députés               | 3        | 0,27%               |
| Sénateurs | Sénateurs              | Sénateurs             | Sénateurs             | 2        | 0,18%               |
| Total | Total                  | Total                 | Total                 | 1103     | 100,00%             |

1. ↑  Dans les communes de moins de 9 000 le conseil municipal élit en son sein des délégués dont le nombre dépend de la taille de la commune.
2. ↑  Dans les communes de 9 000 à 29 999 habitants, tous les conseillers municipaux sont délégués. Il n'y a pas de délégués supplémentaires
3. ↑  Dans les communes de plus de 30 000 habitants, tous les conseillers municipaux sont délégués et, en complément, le conseil municipal désigne des délégués supplémentaires à raison d'un par tranche de 800 habitants au-delà de 30 000 habitants
4. ↑  « Dans le cas où le conseil municipal est constitué par application des articles L. 2113-6 et L. 2113-7 du code général des collectivités territoriales relatif aux fusions de communes dans leur rédaction antérieure à la loi no 2010-1563 du 16 décembre 2010 de réforme des collectivités territoriales, le nombre de délégués est égal à celui auquel les anciennes communes auraient eu droit avant la fusion. » (Code électoral, article L284)

## Présentation des candidats
Les nouveaux représentants sont élus pour une législature de 6 ans au suffrage universel indirect par les grands électeurs du département. En Charente, les deux sénateurs sont élus au scrutin majoritaire à deux tours. Ils sont 11 candidats dans le département, chacun avec un suppléant.
| N°  | Candidats | Candidats                | Parti | Principales fonctions                                               |
| --- | --------- | ------------------------ | ----- | ------------------------------------------------------------------- |
| T01 |           | Jean-Michel Bolvin       | UMP   | Conseiller général, maire de Montmoreau                             |
| S01 |           | Brigitte Fouré           | UDI   | Présidente de la CC du Pays d'Aigre, conseillère municipale d'Aigre |
| T02 |           | Jérôme Sourisseau        | UDI   | Conseiller général, maire de Bourg-Charente                         |
| S02 |           | Marie-Claude Poinet      | UDI   | Maire de Chabanais                                                  |
| T03 |           | Rémy Merle               | PCF   |                                                                     |
| S03 |           | Catherine Raynaud        | PCF   |                                                                     |
| T04 |           | Christophe Gillet        | FN    |                                                                     |
| S04 |           | Marie-Christine Cardoso  | FN    |                                                                     |
| T05 |           | Gaëtan Thoumieux         | DIV   |                                                                     |
| S05 |           | Sylvie Maleville         | DIV   |                                                                     |
| T06 |           | Annette Feuillade Masson | PCF   |                                                                     |
| S06 |           | Christian Massias        | PCF   |                                                                     |
| T07 |           | Denis Cardinault         | DIV   |                                                                     |
| S07 |           | Nathalie Beau            | DIV   |                                                                     |
| T08 |           | Nicole Bonnefoy          | PS    | Sénatrice sortante, conseillère générale                            |
| S08 |           | Alain Rivière            | PS    |                                                                     |
| T09 |           | Michel Boutant           | PS    | Sénateur sortant, président du conseil général                      |
| S09 |           | Monique Chiron           | PS    |                                                                     |
| T10 |           | Maryse Lavie-Cambot      | EELV  |                                                                     |
| S10 |           | Pierre-Marie Coiteux     | EELV  |                                                                     |
| T11 |           | Brigitte Ricci           | EELV  |                                                                     |
| S11 |           | Bastien Agoutin          | EELV  |                                                                     |

## Résultats
| Candidat et parti politique | Candidat et parti politique | Candidat et parti politique | Premier tour | Premier tour | Second tour | Second tour |
| Candidat et parti politique | Candidat et parti politique | Candidat et parti politique | Voix         | %            | Voix        | %           |
| --------------------------- | --------------------------- | --------------------------- | ------------ | ------------ | ----------- | ----------- |
|                             | Nicole Bonnefoy             | PS                          | 575          | 53,14        |             |             |
|                             | Michel Boutant              | PS                          | 452          | 41,77        | 573         | 54,11       |
|                             | Jérôme Sourisseau           | UDI                         | 380          | 35,12        | 473         | 44,66       |
|                             | Jean-Michel Bolvin          | UMP                         | 361          | 33,36        |             |             |
|                             | Denis Cardinault            | DIV                         | 81           | 7,49         |             |             |
|                             | Rémy Merle                  | PCF                         | 41           | 3,79         |             |             |
|                             | Annette Feuillade-Masson    | PCF                         | 29           | 2,68         |             |             |
|                             | Maryse Lavie-Cambot         | EELV                        | 20           | 1,85         |             |             |
|                             | Christophe Gillet           | FN                          | 18           | 1,66         | 13          | 1,23        |
|                             | Brigitte Ricci              | EELV                        | 15           | 1,39         |             |             |
|                             | Gaëtan Thoumieux            | DIV                         | 1            | 0,09         |             |             |
|                             |                             |                             |              |              |             |             |
| Inscrits                    | Inscrits                    | Inscrits                    | 1 103        | 100,00       | 1 103       | 100,00      |
| Abstentions                 | Abstentions                 | Abstentions                 | 13           | 1,18         | 9           | 0,82        |
| Votants                     | Votants                     | Votants                     | 1 090        | 98,82        | 1 094       | 99,18       |
| Blancs                      | Blancs                      | Blancs                      | 3            | 0,28         | 16          | 1,46        |
| Nuls                        | Nuls                        | Nuls                        | 5            | 0,46         | 19          | 1,74        |
| Exprimés                    | Exprimés                    | Exprimés                    | 1 082        | 99,27        | 1 059       | 96,80       |